# Chicago Bulls 2018-2019
La stagione 2018-19 dei Chicago Bulls è stata la 53ª stagione della franchigia nella National Basketball Association (NBA).

## Scelta draft
| Giro | Scelta | Giocatore          | Ruolo | Nazionalità | Università/Squadra |
| ---- | ------ | ------------------ | ----- | ----------- | ------------------ |
| 1    | 7      | Wendell Carter     | C     | Stati Uniti | Duke Blue Devils   |
| 1    | 22     | Chandler Hutchison | AP    | Stati Uniti | Boise St. Broncos  |

## Roster
| \| Pos. \| Num. \| Naz. \| Nome \| Altezza \| Peso \| Data nascita \| Provenienza \| \| ----- \| ---- \| ---- \| ------------------- \| ------- \| ------ \| ------------ \| -------------- \| \| P \| 0 \| \| Ulis, Tyler (TW) \| 178 cm \| 68 kg \| 05-01-1996 \| Kentucky \| \| AP/AG \| 2 \| \| Parker, Jabari \| 203 cm \| 111 kg \| 09-10-1992 \| Duke \| \| P \| 3 \| \| Harrison, Shaquille \| 193 cm \| 86 kg \| 06-10-1996 \| Tulsa \| \| AG \| 5 \| \| Portis, Bobby \| 211 cm \| 112 kg \| 10-02-1995 \| Arkansas \| \| AG/C \| 6 \| \| Felício, Cristiano \| 206 cm \| 127 kg \| 07-07-1992 \| CCSE Prep (CA) \| \| G/AP \| 7 \| \| Holiday, Justin \| 198 cm \| 84 kg \| 05-04-1989 \| Washington \| \| G \| 8 \| \| LaVine, Zach \| 196 cm \| 84 kg \| 10-03-1995 \| UCLA \| \| G \| 9 \| \| Blakeney, Antonio \| 193 cm \| 89 kg \| 04-10-1996 \| LSU \| \| AP \| 15 \| \| Hutchison, Chandler \| 201 cm \| 89 kg \| 26-04-1996 \| Boise State \| \| G \| 20 \| \| Alkins, Rawle (TW) \| 196 cm \| 102 kg \| 29-10-1997 \| Arizona \| \| P \| 22 \| \| Payne, Cameron \| 191 cm \| 84 kg \| 08-08-1994 \| Murray State \| \| AG \| 24 \| \| Markkanen, Lauri \| 213 cm \| 104 kg \| 22-05-1997 \| Arizona \| \| P \| 32 \| \| Dunn, Kris \| 193 cm \| 95 kg \| 18-03-1994 \| Providence \| \| C \| 34 \| \| Carter, Wendell \| 208 cm \| 116 kg \| 16-04-1999 \| Duke \| \| C \| 42 \| \| Lopez, Robin \| 213 cm \| 126 kg \| 01-04-1988 \| Stanford \| \| G \| 45 \| \| Valentine, Denzel \| 198 cm \| 98 kg \| 16-11-1993 \| Michigan State \| \| P/G \| 51 \| \| Arcidiacono, Ryan \| 191 cm \| 88 kg \| 26-03-1994 \| Villanova \| | Allenatore - Fred Hoiberg Assistente/i - Randy Brown - Nate Loenser - Pete Myers - Jim Boylen Legenda - (C) Capitano - (FA) Free agent - (S) Sospeso - (TW) Contratto Two-way - (GL) Assegnato a squadra G League affiliata - Infortunato Roster • Transazioni · Ultima transazione: 13 ottobre 2018 |                                            |                     |         |        |              |                |
| Pos. | Num. | Naz.                                       | Nome                | Altezza | Peso   | Data nascita | Provenienza    |
| P | 0 | Stati Uniti (bandiera)                     | Ulis, Tyler (TW)    | 178 cm  | 68 kg  | 05-01-1996   | Kentucky       |
| AP/AG | 2 | Stati Uniti (bandiera)                     | Parker, Jabari      | 203 cm  | 111 kg | 09-10-1992   | Duke           |
| P | 3 | Stati Uniti (bandiera)                     | Harrison, Shaquille | 193 cm  | 86 kg  | 06-10-1996   | Tulsa          |
| AG | 5 | Stati Uniti (bandiera)                     | Portis, Bobby       | 211 cm  | 112 kg | 10-02-1995   | Arkansas       |
| AG/C | 6 | Brasile (bandiera)                         | Felício, Cristiano  | 206 cm  | 127 kg | 07-07-1992   | CCSE Prep (CA) |
| G/AP | 7 | Stati Uniti (bandiera)                     | Holiday, Justin     | 198 cm  | 84 kg  | 05-04-1989   | Washington     |
| G | 8 | Stati Uniti (bandiera)                     | LaVine, Zach        | 196 cm  | 84 kg  | 10-03-1995   | UCLA           |
| G | 9 | Stati Uniti (bandiera)                     | Blakeney, Antonio   | 193 cm  | 89 kg  | 04-10-1996   | LSU            |
| AP | 15 | Stati Uniti (bandiera)                     | Hutchison, Chandler | 201 cm  | 89 kg  | 26-04-1996   | Boise State    |
| G | 20 | Stati Uniti (bandiera)                     | Alkins, Rawle (TW)  | 196 cm  | 102 kg | 29-10-1997   | Arizona        |
| P | 22 | Stati Uniti (bandiera)                     | Payne, Cameron      | 191 cm  | 84 kg  | 08-08-1994   | Murray State   |
| AG | 24 | Finlandia (bandiera)                       | Markkanen, Lauri    | 213 cm  | 104 kg | 22-05-1997   | Arizona        |
| P | 32 | Stati Uniti (bandiera)                     | Dunn, Kris          | 193 cm  | 95 kg  | 18-03-1994   | Providence     |
| C | 34 | Stati Uniti (bandiera)                     | Carter, Wendell     | 208 cm  | 116 kg | 16-04-1999   | Duke           |
| C | 42 | Stati Uniti (bandiera)                     | Lopez, Robin        | 213 cm  | 126 kg | 01-04-1988   | Stanford       |
| G | 45 | Stati Uniti (bandiera)                     | Valentine, Denzel   | 198 cm  | 98 kg  | 16-11-1993   | Michigan State |
| P/G | 51 | Stati Uniti (bandiera) · Italia (bandiera) | Arcidiacono, Ryan   | 191 cm  | 88 kg  | 26-03-1994   | Villanova      |

## Classifiche

### Central Division
| Central Division    | Central Division | Central Division | Central Division | Central Division | Central Division | Central Division | Central Division | Central Division |
| Squadra             | V                | S                | V%               | PR               | Casa             | Trasf            | Div              | PG               |
| ------------------- | ---------------- | ---------------- | ---------------- | ---------------- | ---------------- | ---------------- | ---------------- | ---------------- |
| z – Milwaukee Bucks | 60               | 22               | .732             | 0,0              | 33–8             | 27–14            | 14–2             | 82               |
| x – Indiana Pacers  | 48               | 34               | .585             | 12,0             | 29–12            | 19–22            | 11–5             | 82               |
| x – Detroit Pistons | 41               | 41               | .500             | 19,0             | 26–15            | 15–26            | 8–8              | 82               |
| Chicago Bulls       | 22               | 60               | .268             | 38,0             | 9–32             | 13–28            | 3–13             | 82               |
| Cleveland Cavaliers | 19               | 63               | .232             | 41,0             | 13–28            | 6–35             | 4–12             | 82               |

### Conference
| Eastern Conference | Eastern Conference     | Eastern Conference | Eastern Conference | Eastern Conference | Eastern Conference | Eastern Conference |
| #                  | Squadra                | V                  | S                  | V%                 | PR                 | PG                 |
| ------------------ | ---------------------- | ------------------ | ------------------ | ------------------ | ------------------ | ------------------ |
| 1                  | z – Milwaukee Bucks    | 60                 | 22                 | .732               | –                  | 82                 |
| 2                  | y – Toronto Raptors    | 58                 | 24                 | .707               | 2,0                | 82                 |
| 3                  | x – Philadelphia 76ers | 51                 | 31                 | .622               | 9,0                | 82                 |
| 4                  | x – Boston Celtics     | 49                 | 33                 | .598               | 11,0               | 82                 |
| 5                  | x – Indiana Pacers     | 48                 | 34                 | .585               | 12,0               | 82                 |
| 6                  | x – Brooklyn Nets      | 42                 | 40                 | .512               | 18,0               | 82                 |
| 7                  | y – Orlando Magic      | 42                 | 40                 | .512               | 18,0               | 82                 |
| 8                  | x – Detroit Pistons    | 41                 | 41                 | .500               | 19,0               | 82                 |
|                    |                        |                    |                    |                    |                    |                    |
| 9                  | Charlotte Hornets      | 39                 | 43                 | .476               | 21,0               | 82                 |
| 10                 | Miami Heat             | 39                 | 43                 | .476               | 21,0               | 82                 |
| 11                 | Wash. Wizards          | 32                 | 50                 | .390               | 28,0               | 82                 |
| 12                 | Atlanta Hawks          | 29                 | 53                 | .354               | 31,0               | 82                 |
| 13                 | Chicago Bulls          | 22                 | 60                 | .268               | 38,0               | 82                 |
| 14                 | Cleveland Cavaliers    | 19                 | 63                 | .232               | 41,0               | 82                 |
| 15                 | N.Y. Knicks            | 17                 | 65                 | .207               | 43,0               | 82                 |

## Mercato

### Scambi
| 7 luglio 2018 | Chicago Bulls Julyan Stone (da Charlotte)                           | Charlotte Hornets Bismack Biyombo (da Orlando)Scelta 2º giro Draft 2019Scelta 2º giro Draft 2020 |
| 7 luglio 2018 | Orlando MagicJerian Grant (da Chicago)Timofey Mozgov (da Charlotte) |                                                                                                  |

### Free Agency
Rinnovi
| Data           | Giocatore        |
| -------------- | ---------------- |
| 8 luglio 2018  | Zach LaVine      |
| 19 luglio 2018 | Antonio Blakeney |
| 31 luglio 2018 | Ryan Arcidiacono |

#### Acquisti
| Data              | Giocatore          | Provenienza       |
| ----------------- | ------------------ | ----------------- |
| 14 luglio 2018    | Jabari Parker      | Milwaukee Bucks   |
| 23 luglio 2018    | Antonius Cleveland | Atlanta Hawks     |
| Contratto Two Way | Rawle Alkins       | Arizona Wildcats  |
| 14 agosto 2018    | Derrick Walton     | Miami Heat        |
| 24 settembre 2018 | Kaiser Gates       | Xavier Musketeers |
| 24 settembre 2018 | JaKarr Sampson     | Sacramento Kings  |

#### Cessioni
| Giocatore        | Motivo     | Nuova squadra     |
| ---------------- | ---------- | ----------------- |
| Sean Kilpatrick  | Rilasciato |                   |
| Julyan Stone     | Rilasciato | Reyer Venezia     |
| Paul Zipser      | Rilasciato |                   |
| Noah Vonleh      | Free Agent | N.Y. Knicks       |
| Quincy Pondexter | Rilasciato | San Antonio Spurs |

## Calendario e risultati

### Preseason
| Preseason 2018                                    | Preseason 2018                                    | Preseason 2018                                    | Preseason 2018                                    | Preseason 2018                                    | Preseason 2018                                    | Preseason 2018                                    | Preseason 2018                                    | Preseason 2018                                    |
| Record preseason: 2-3 (Casa: 2-1; Trasferta: 0-2) | Record preseason: 2-3 (Casa: 2-1; Trasferta: 0-2) | Record preseason: 2-3 (Casa: 2-1; Trasferta: 0-2) | Record preseason: 2-3 (Casa: 2-1; Trasferta: 0-2) | Record preseason: 2-3 (Casa: 2-1; Trasferta: 0-2) | Record preseason: 2-3 (Casa: 2-1; Trasferta: 0-2) | Record preseason: 2-3 (Casa: 2-1; Trasferta: 0-2) | Record preseason: 2-3 (Casa: 2-1; Trasferta: 0-2) | Record preseason: 2-3 (Casa: 2-1; Trasferta: 0-2) |
| Partita                                           | Data                                              | Avversario                                        | Punteggio                                         | Più punti                                         | Più rimbalzi                                      | Più assist                                        | Stadio e spettatori                               | Record                                            |
| ------------------------------------------------- | ------------------------------------------------- | ------------------------------------------------- | ------------------------------------------------- | ------------------------------------------------- | ------------------------------------------------- | ------------------------------------------------- | ------------------------------------------------- | ------------------------------------------------- |
| 1                                                 | 30.09.2018                                        | N.O. Pelicans                                     | V 128-116                                         | Blakeney, LaVine, Portis (20)                     | Dunn, Parker (8)                                  | Payne (7)                                         | United Center (17.861)                            | 1-0                                               |
| 2                                                 | 3.10.2018                                         | @ Milwaukee Bucks                                 | P 82-116                                          | Portis (17)                                       | Blakeney (8)                                      | Blakeney (6)                                      | Fiserv Forum (15.107)                             | 1-1                                               |
| 3                                                 | 8.10.2018                                         | @ Charlotte Hornets                               | P 104-110                                         | LaVine (26)                                       | Parker (11)                                       | Carter (5)                                        | Spectrum Center (8.487)                           | 1-2                                               |
| 4                                                 | 10.10.2018                                        | Indiana Pacers                                    | V 104-89                                          | LaVine, Holiday (22)                              | Portis, Parker, Payne (6)                         | Dunn (7)                                          | United Center (17.162)                            | 2-2                                               |
| 5                                                 | 12.10.2018                                        | Denver Nuggets                                    | P 93-98                                           | Parker (19)                                       | Carter (9)                                        | Blakeney (5)                                      | United Center (18.973)                            | 2-3                                               |

### Regular season

#### Ottobre
| Ottobre 2018                                    | Ottobre 2018                                    | Ottobre 2018                                    | Ottobre 2018                                    | Ottobre 2018                                    | Ottobre 2018                                    | Ottobre 2018                                    | Ottobre 2018                                    | Ottobre 2018                                    |
| Record ottobre: 2-6 (Casa: 1-3; Trasferta: 1-3) | Record ottobre: 2-6 (Casa: 1-3; Trasferta: 1-3) | Record ottobre: 2-6 (Casa: 1-3; Trasferta: 1-3) | Record ottobre: 2-6 (Casa: 1-3; Trasferta: 1-3) | Record ottobre: 2-6 (Casa: 1-3; Trasferta: 1-3) | Record ottobre: 2-6 (Casa: 1-3; Trasferta: 1-3) | Record ottobre: 2-6 (Casa: 1-3; Trasferta: 1-3) | Record ottobre: 2-6 (Casa: 1-3; Trasferta: 1-3) | Record ottobre: 2-6 (Casa: 1-3; Trasferta: 1-3) |
| Partita                                         | Data                                            | Avversario                                      | Punteggio                                       | Più punti                                       | Più rimbalzi                                    | Più assist                                      | Stadio e spettatori                             | Record                                          |
| ----------------------------------------------- | ----------------------------------------------- | ----------------------------------------------- | ----------------------------------------------- | ----------------------------------------------- | ----------------------------------------------- | ----------------------------------------------- | ----------------------------------------------- | ----------------------------------------------- |
| 1                                               | 18.10.2018                                      | @ Philadelphia 76ers                            | P 108-127                                       | LaVine (30)                                     | Portis (11)                                     | Arcidiacono (8)                                 | Wells Fargo Center (20.302)                     | 0-1                                             |
| 2                                               | 20.10.2018                                      | Detroit Pistons                                 | P 116-118                                       | LaVine (33)                                     | Portis (14)                                     | Arcidiacono (7)                                 | United Center (21.289)                          | 0-2                                             |
| 3                                               | 22.10.2018                                      | @ Dallas Mavericks                              | P 109-115                                       | LaVine (34)                                     | Carter (9)                                      | Dunn (7)                                        | American Airlines Center (19.291)               | 0-3                                             |
| 4                                               | 24.10.2018                                      | Charlotte Hornets                               | V 112-110                                       | LaVine (32)                                     | Parker (9)                                      | LaVine (5)                                      | United Center (19.170)                          | 1-3                                             |
| 5                                               | 26.10.2018                                      | @ Charlotte Hornets                             | P 106-135                                       | LaVine (20)                                     | Hutchison, Felício (7)                          | LaVine, Arcidiacono (4)                         | Spectrum Center (15.220)                        | 1-4                                             |
| 6                                               | 27.10.2018                                      | @ Atlanta Hawks                                 | V 97-85                                         | LaVine (27)                                     | LaVine (11)                                     | Arcidiacono (7)                                 | Philips Arena (15.549)                          | 2-4                                             |
| 7                                               | 29.10.2018                                      | G.S. Warriors                                   | P 124-149                                       | LaVine, Blakeney (21)                           | Parker (9)                                      | Parker (6)                                      | United Center (21.076)                          | 2-5                                             |
| 8                                               | 31.10.2018                                      | Denver Nuggets                                  | P 107-108 (OT)                                  | LaVine (28)                                     | Parker (9)                                      | LaVine, Blakeney (7)                            | United Center (19.027)                          | 2-6                                             |

#### Novembre
| Novembre 2018                                     | Novembre 2018                                     | Novembre 2018                                     | Novembre 2018                                     | Novembre 2018                                     | Novembre 2018                                     | Novembre 2018                                     | Novembre 2018                                     | Novembre 2018                                     |
| Record novembre: 3-12 (Casa: 2-6; Trasferta: 1-6) | Record novembre: 3-12 (Casa: 2-6; Trasferta: 1-6) | Record novembre: 3-12 (Casa: 2-6; Trasferta: 1-6) | Record novembre: 3-12 (Casa: 2-6; Trasferta: 1-6) | Record novembre: 3-12 (Casa: 2-6; Trasferta: 1-6) | Record novembre: 3-12 (Casa: 2-6; Trasferta: 1-6) | Record novembre: 3-12 (Casa: 2-6; Trasferta: 1-6) | Record novembre: 3-12 (Casa: 2-6; Trasferta: 1-6) | Record novembre: 3-12 (Casa: 2-6; Trasferta: 1-6) |
| Partita                                           | Data                                              | Avversario                                        | Punteggio                                         | Più punti                                         | Più rimbalzi                                      | Più assist                                        | Stadio e spettatori                               | Record                                            |
| ------------------------------------------------- | ------------------------------------------------- | ------------------------------------------------- | ------------------------------------------------- | ------------------------------------------------- | ------------------------------------------------- | ------------------------------------------------- | ------------------------------------------------- | ------------------------------------------------- |
| 9                                                 | 2.11.2018                                         | Indiana Pacers                                    | P 105-107                                         | Blakeney (22)                                     | Felício (9)                                       | Payne (8)                                         | United Center (19.704)                            | 2-7                                               |
| 10                                                | 3.11.2018                                         | Houston Rockets                                   | P 88-96                                           | LaVine (21)                                       | Carter (13)                                       | LaVine, Blakeney (4)                              | United Center (20.505)                            | 2-8                                               |
| 11                                                | 5.11.2018                                         | @ N.Y. Knicks                                     | V 116-115 (OT)                                    | LaVine (41)                                       | Carter (13)                                       | LaVine (4)                                        | Madison Square Garden (19.812)                    | 3-8                                               |
| 12                                                | 7.11.2018                                         | @ N.O. Pelicans                                   | P 98-107                                          | LaVine (22)                                       | Parker (13)                                       | LaVine (4)                                        | Smoothie King Center (20.505)                     | 3-9                                               |
| 13                                                | 10.11.2018                                        | Cleveland Cavaliers                               | V 99-98                                           | LaVine (24)                                       | Holiday (7)                                       | LaVine (5)                                        | United Center (21.506)                            | 4-9                                               |
| 14                                                | 12.11.2018                                        | Dallas Mavericks                                  | P 98-103                                          | LaVine (26)                                       | Carter (10)                                       | Arcidiacono (6)                                   | United Center (19.012)                            | 4-10                                              |
| 15                                                | 14.11.2018                                        | @ Boston Celtics                                  | P 82-111                                          | Harrison (16)                                     | LaVine (9)                                        | Holiday, LaVine (4)                               | TD Garden (18.624)                                | 4-11                                              |
| 16                                                | 16.11.2018                                        | @ Milwaukee Bucks                                 | P 104-123                                         | Parker (21)                                       | Parker (8)                                        | Holiday, LaVine, Carter (4)                       | Fiserv Forum (17.341)                             | 4-12                                              |
| 17                                                | 17.11.2018                                        | Toronto Raptors                                   | P 83-122                                          | Blakeney (13)                                     | Parker (6)                                        | Harrison (6)                                      | United Center (21.263)                            | 4-13                                              |
| 18                                                | 21.11.2018                                        | Phoenix Suns                                      | V 124-116                                         | LaVine (29)                                       | Parker (13)                                       | Parker (8)                                        | United Center (19.014)                            | 5-13                                              |
| 19                                                | 23.11.2018                                        | Miami Heat                                        | P 96-103                                          | Holiday (27)                                      | Holiday (13)                                      | LaVine (9)                                        | United Center (20.935)                            | 5-14                                              |
| 20                                                | 24.11.2018                                        | @ Minnesota T'wolves                              | P 96-111                                          | LaVine (28)                                       | Holiday (11)                                      | Holiday (5)                                       | Target Center (17.119)                            | 5-15                                              |
| 21                                                | 26.11.2018                                        | San Antonio Spurs                                 | P 107-108                                         | LaVine (28)                                       | Parker (11)                                       | LaVine (5)                                        | United Center (19.006)                            | 5-16                                              |
| 22                                                | 28.11.2018                                        | @ Milwaukee Bucks                                 | P 113-116                                         | LaVine, Parker (24)                               | LaVine (9)                                        | LaVine (7)                                        | Fiserv Forum (16.660)                             | 5-17                                              |
| 23                                                | 30.11.2018                                        | @ Detroit Pistons                                 | P 88-107                                          | Carter (28)                                       | Carter (7)                                        | Holiday (7)                                       | Little Caesars Arena (15.372)                     | 5-18                                              |

#### Dicembre
| Dicembre 2018                                    | Dicembre 2018                                    | Dicembre 2018                                    | Dicembre 2018                                    | Dicembre 2018                                    | Dicembre 2018                                    | Dicembre 2018                                    | Dicembre 2018                                    | Dicembre 2018                                    |
| Record dicembre: 5-9 (Casa: 2-4; Trasferta: 3-5) | Record dicembre: 5-9 (Casa: 2-4; Trasferta: 3-5) | Record dicembre: 5-9 (Casa: 2-4; Trasferta: 3-5) | Record dicembre: 5-9 (Casa: 2-4; Trasferta: 3-5) | Record dicembre: 5-9 (Casa: 2-4; Trasferta: 3-5) | Record dicembre: 5-9 (Casa: 2-4; Trasferta: 3-5) | Record dicembre: 5-9 (Casa: 2-4; Trasferta: 3-5) | Record dicembre: 5-9 (Casa: 2-4; Trasferta: 3-5) | Record dicembre: 5-9 (Casa: 2-4; Trasferta: 3-5) |
| Partita                                          | Data                                             | Avversario                                       | Punteggio                                        | Più punti                                        | Più rimbalzi                                     | Più assist                                       | Stadio e spettatori                              | Record                                           |
| ------------------------------------------------ | ------------------------------------------------ | ------------------------------------------------ | ------------------------------------------------ | ------------------------------------------------ | ------------------------------------------------ | ------------------------------------------------ | ------------------------------------------------ | ------------------------------------------------ |
| 24                                               | 1.12.2018                                        | @ Houston Rockets                                | P 105-121                                        | LaVine (28)                                      | Parker (7)                                       | Payne (7)                                        | Toyota Center (18.055)                           | 5-19                                             |
| 25                                               | 4.12.2018                                        | @ Indiana Pacers                                 | P 90-96                                          | Markkanen (21)                                   | Carter (13)                                      | LaVine (9)                                       | Bankers Life Fieldhouse (16.446)                 | 5-20                                             |
| 26                                               | 7.12.2018                                        | Oklahoma Thunder                                 | V 114-112                                        | LaVine (25)                                      | Markkanen, Parker (7)                            | LaVine (7)                                       | United Center (19.842)                           | 6-20                                             |
| 27                                               | 8.12.2018                                        | Boston Celtics                                   | P 77-133                                         | Harrison (20)                                    | Felício (7)                                      | Arcidiacono, Parker, Payne (3)                   | United Center (20.923)                           | 6-21                                             |
| 28                                               | 10.12.2018                                       | Sacramento Kings                                 | P 89-108                                         | LaVine (19)                                      | Portis, Carter (8)                               | Dunn (6)                                         | United Center (18.164)                           | 6-22                                             |
| 29                                               | 13.12.2018                                       | @ Orlando Magic                                  | P 91-97                                          | LaVine (23)                                      | Portis (7)                                       | Arcidiacono, LaVine (5)                          | Mexico City Arena (20.201)                       | 6-23                                             |
| 30                                               | 15.12.2018                                       | @ San Antonio Spurs                              | V 98-93                                          | Dunn (23)                                        | Markkanen, Dunn, Holiday (7)                     | Arcidiacono (5)                                  | AT&T Center (18.354)                             | 7-23                                             |
| 31                                               | 17.12.2018                                       | @ Oklahoma Thunder                               | P 96-121                                         | Markkanen (16)                                   | Markkanen (15)                                   | Dunn (7)                                         | Chesapeake Energy Arena (18.203)                 | 7-24                                             |
| 32                                               | 19.12.2018                                       | Brooklyn Nets                                    | P 93-96                                          | Dunn (24)                                        | Portis (11)                                      | Dunn (6)                                         | United Center (18.065)                           | 7-25                                             |
| 33                                               | 21.12.2018                                       | Orlando Magic                                    | V 90-80                                          | Markkanen (32)                                   | Holiday (10)                                     | Arcidiacono (8)                                  | United Center (20.436)                           | 8-25                                             |
| 34                                               | 23.12.2018                                       | @ Cleveland Cavaliers                            | V 112-92                                         | Markkanen (31)                                   | Dunn (8)                                         | Arcidiacono (8)                                  | Quicken Loans Arena (19.432)                     | 9-25                                             |
| 35                                               | 26.12.2018                                       | Minnesota T'wolves                               | P 94-119                                         | LaVine (28)                                      | Lopez, Carter (9)                                | Dunn (7)                                         | United Center (21.852)                           | 9-26                                             |
| 36                                               | 28.12.2018                                       | @ Wash. Wizards                                  | V 101-92                                         | LaVine (24)                                      | Markkanen (14)                                   | Dunn (8)                                         | Capital One Arena (20.409)                       | 10-26                                            |
| 37                                               | 30.12.2018                                       | @ Toronto Raptors                                | P 89-95                                          | Markkanen (18)                                   | Carter (11)                                      | Dunn (8)                                         | Scotiabank Arena (19.800)                        | 10-27                                            |

#### Gennaio
| Gennaio 2019                                     | Gennaio 2019                                     | Gennaio 2019                                     | Gennaio 2019                                     | Gennaio 2019                                     | Gennaio 2019                                     | Gennaio 2019                                     | Gennaio 2019                                     | Gennaio 2019                                     |
| Record gennaio: 1-10 (Casa: 0-5; Trasferta: 1-5) | Record gennaio: 1-10 (Casa: 0-5; Trasferta: 1-5) | Record gennaio: 1-10 (Casa: 0-5; Trasferta: 1-5) | Record gennaio: 1-10 (Casa: 0-5; Trasferta: 1-5) | Record gennaio: 1-10 (Casa: 0-5; Trasferta: 1-5) | Record gennaio: 1-10 (Casa: 0-5; Trasferta: 1-5) | Record gennaio: 1-10 (Casa: 0-5; Trasferta: 1-5) | Record gennaio: 1-10 (Casa: 0-5; Trasferta: 1-5) | Record gennaio: 1-10 (Casa: 0-5; Trasferta: 1-5) |
| Partita                                          | Data                                             | Avversario                                       | Punteggio                                        | Più punti                                        | Più rimbalzi                                     | Più assist                                       | Stadio e spettatori                              | Record                                           |
| ------------------------------------------------ | ------------------------------------------------ | ------------------------------------------------ | ------------------------------------------------ | ------------------------------------------------ | ------------------------------------------------ | ------------------------------------------------ | ------------------------------------------------ | ------------------------------------------------ |
| 38                                               | 2.1.2019                                         | Orlando Magic                                    | P 84-112                                         | LaVine (16)                                      | Markkanen (6)                                    | Dunn (4)                                         | United Center (19.013)                           | 10-28                                            |
| 39                                               | 4.1.2019                                         | Indiana Pacers                                   | P 116-119 (OT)                                   | LaVine (31)                                      | Markkanen (9)                                    | Dunn (17)                                        | United Center (21.284)                           | 10-29                                            |
| 40                                               | 6.1.2019                                         | Brooklyn Nets                                    | P 100-117                                        | LaVine (27)                                      | Carter (8)                                       | Dunn (7)                                         | United Center (19.265)                           | 10-30                                            |
| 41                                               | 9.1.2019                                         | @ Portland T. Blazers                            | P 112-124                                        | Carter (22)                                      | Hutchison (8)                                    | Dunn (7)                                         | Moda Center (19.393)                             | 10-31                                            |
| 42                                               | 11.1.2019                                        | @ G.S. Warriors                                  | P 109-146                                        | LaVine (29)                                      | Hutchison (6)                                    | Dunn (5)                                         | Oracle Arena (19.596)                            | 10-32                                            |
| 43                                               | 12.1.2019                                        | @ Utah Jazz                                      | P 102-110                                        | LaVine (21)                                      | Carter (9)                                       | Dunn (8)                                         | Vivint Smart Home Arena (18.306)                 | 10-33                                            |
| 44                                               | 15.1.2019                                        | @ L.A. Lakers                                    | P 100-107                                        | Parker (18)                                      | Carter (10)                                      | LaVine (8)                                       | Staples Center (18.997)                          | 10-34                                            |
| 45                                               | 17.1.2019                                        | @ Denver Nuggets                                 | P 105-135                                        | Markkanen (27)                                   | Portis (13)                                      | LaVine (6)                                       | Pepsi Center (17.289)                            | 10-35                                            |
| 46                                               | 19.1.2019                                        | Miami Heat                                       | P 103-117                                        | LaVine (22)                                      | Markkanen (9)                                    | LaVine (6)                                       | United Center (20.926)                           | 10-36                                            |
| 47                                               | 21.1.2019                                        | @ Cleveland Cavaliers                            | V 104-88                                         | LaVine (25)                                      | Lopez, Hutchison (9)                             | Dunn (9)                                         | Quicken Loans Arena (19.432)                     | 11-36                                            |
| 48                                               | 23.1.2019                                        | Atlanta Hawks                                    | P 101-121                                        | LaVine (22)                                      | Portis, Hutchison (9)                            | LaVine (6)                                       | United Center (18.223)                           | 11-37                                            |